# Винсентский креольский язык
Винсентский креольский язык — креольский язык на основе английского, на котором говорят в Сент-Винсенте и Гренадинах . Он содержит элементы испанского,антильского креольского и различных иберо-романских языков. На него также оказали влияние элементы индейских языков калинаго/гарифуна и языков африканских рабов, перевезённых через Атлантический океан в рамках работорговли. С течением времени креольский язык изменился и стал представлять собой смесь всех этих языков.

## Фонетика
- Твёрдые звуки в конце слов избегаются. В основном есть два способа избежать резких звуков:
  - путем изменения порядка звуков . Пример: «ask» произносится как «aks»
  - опуская последний звук . Пример: «desk» произносится как «dess», а «tourist» как «touriss».
- В словах, оканчивающихся на «-er», звук «-er» меняется на звук «ah». Пример: «never» произносится как «nevah», а «clert» как «clevah».
- В словах, оканчивающихся на «-th», мягкий звук «-th» заменяется твёрдым звуком «t», как если бы «h» опускалось. Пример: «with» передается как «wit», а «earth» как «eart».
- В словах, оканчивающихся на «-own», «-own» передается как «-ung». Примеры: «down» произносится как «dung», а «town» произносится как «tung».
- Слова, начинающиеся с «dr», меняются на «j». Примеры: «driver» произносится как «jiver», а «drop off» — как «jop off».